# Amine Harit
Amine Harit (arabiska: أمين حاريث), född 18 juni 1997, är en franskfödd marockansk fotbollsspelare som spelar för Marseille.

## Klubbkarriär
Harit debuterade för Nantes reservlag i National 2 (franska fjärdedivisionen) den 25 april 2015 i en 3–2-förlust mot Pau. Det var hans enda match för reservlaget säsongen 2014/2015. Följande säsong spelade Harit 14 matcher och gjorde ett mål för reservlaget. Den 13 augusti 2016 debuterade Harit för A-laget i Ligue 1 i en 1–0-vinst över Dijon. Totalt spelade han 30 matcher och gjorde ett mål i Ligue 1 2016/2017.
Den 10 juli 2017 värvades Harit av Schalke 04, där han skrev på ett fyraårskontrakt. Den 2 september 2021 meddelade Marseille att de lånat in Harit på ett säsongslån. Den 1 september 2022 lånades han på nytt ut till Marseille på ett säsongslån med en obligatorisk köpoption ifall vissa krav uppfylldes. Efter 15 spelade matcher uppfylldes kriterierna för köpoptionen och i november 2022 skrev Harit på ett kontrakt fram till 2027 med klubben.

## Landslagskarriär
Harit har representerat Frankrikes U18, U19, U20- och U21-landslag. Han spelade tre matcher och gjorde ett mål i U20-VM 2017. I september 2017 meddelade Harit att han valt att representera Marockos landslag, vilket är hans föräldrars födelseland. Den 7 oktober 2017 debuterade Harit för Marocko i en 3–0-vinst över Gabon, där han byttes in i den 90:e minuten mot Nordin Amrabat.